# Полемон I
Полемон I или Полемон I Понтски (грч. Πολέμων Πυθόδωρος; рођен 1. веку п. н. е. — преминуо 8. године) је био римски вазал и краљ Понтске краљевине, Босфорског краљевства, Киликије и Колхиде.
Рођен је од оца Зенона и највероватније мајке Тифене. Био је Понтски Грк. Отац му је био аристократа и пријатељ Марка Антонија. Због Зеноног помагања Марку Антонију у војној кампањи, Полемон је 39. п. н. е. постављен за владара Киликије, а после смрти Арзака Понтског постављен је и за владара Понтске краљевине.
Полемон се 16. п. н. е. оженио краљицом Босфорског краљевства - Динамис. После 2 године Динамис је умрла, а Полемон остаје самосталан владар Босфорског краљевства. Исте године Полемон се жени Питодоридом. Она му је родила 2 сина и једну ћерку.
Док је ширио Босфорско краљевство у рату против једног номадског племена 8. п. н. е. Полемон је заробљен и погубљен.